# 두에인 휘터커

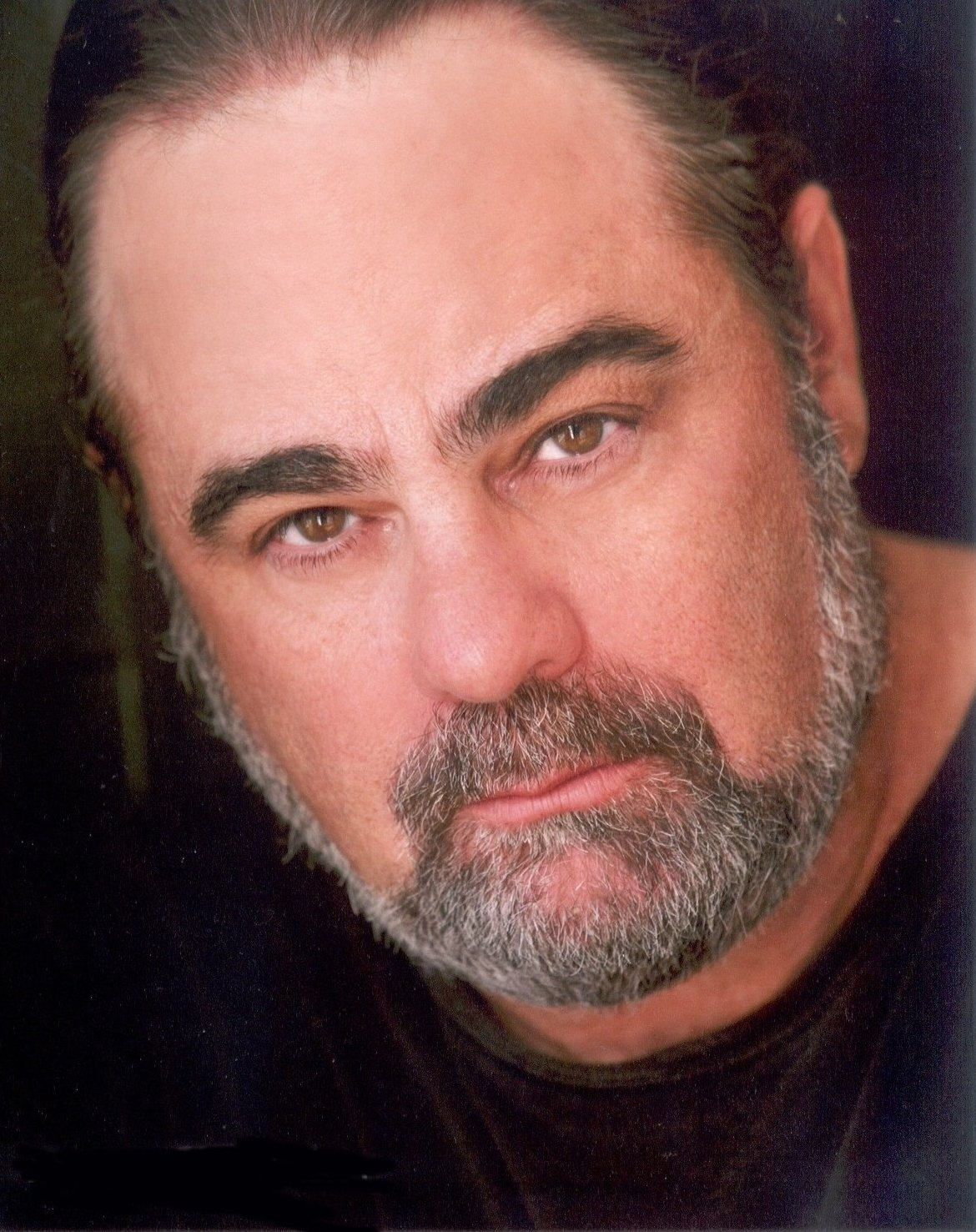

두에인 휘터커(영어: Duane Whitaker, 1959년 6월 23일 ~ )는 미국의 배우, 각본가이다.
러벅에서 태어났다.

## 영화
- 겟팅 그레이스 (2017년)
- 옥수수밭의 아이들 (2011년)
- 나이트 클럽 (2011, Night Club)
- 도저스 (2010년)
- 엑소더스 폴 (2010년)
- 앨바이노 팜 (2009년)
- H2: 어느 살인마의 가족 이야기 (2009년)
- 트레일러 파크 오브 테러 (2008년)
- 피스트 (2005년)
- 살인마 가족 2 (2005년)
- 아웃 오브 디즈 룸스 (2002년)
- 황혼에서 새벽까지 2 (1999년) - 루더 역
- 스포일러 (1997년)
- 위딘 더 락 (1996년)
- 허수아비 (1995년)
- 스트립티저 (1995년)
- 조종자 5 (1994년)
- 펄프 픽션 (1994년) - 메이나드 역
- 다크 라이더 (1991년)
- 텍사스 전기톱 학살 3 (1990년) - 킴 역
- 바이스 아카데미 2 (1990년)
- 홉고블린스 (1988년)